# Ячмінний чай

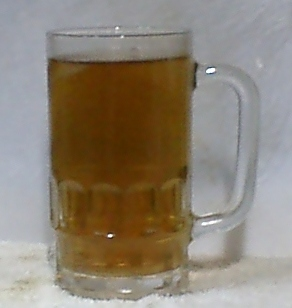
Мугітя

Мугітя (яп. 麦 茶) — японський напій, що готується з обсмажених злаків (зазвичай пшениці або ячменю). Аналогічний напій відомий також у Китаї, де називається «дамайча» (кит. трад. 大麥茶, спр. 大麦茶, піньїнь: dàmàichá), і в Кореї, де називається «поричха» (кор. 보리차). Неочищені зерна ячменю добре прожарюють, а потім заварюють і п'ють холодним. За смаком нагадує радянські кавові замінники (ерзац-кава), особливо напій «Літній». Також буває у вигляді порошку.